# Santuario della Madonna di Monserrato
Il santuario della Madonna di Monserrato è un edificio sacro che si trova all'isola d'Elba in località Monserrato presso Porto Azzurro, al centro della valle che si apre tra il Monte Castello e la Cima del Monte.

## Storia e descrizione
Il santuario venne eretto nel 1606 su ordine del primo governatore spagnolo di Longone, don José Pons y León, che commissionò anche la copia del quadro della Madonna (Nuestra Señora Morena) eseguita da autore ignoto a imitazione di quella del Monastero di Montserrat presso Barcellona, edificio realizzato in un contesto paesaggistico molto simile. 
Le influenze della cultura architettonica del barocco iberico si avvertono nelle decorazioni che movimentano le superfici. Interessante è la decorazione parietale della sacrestia e degli ambienti attigui, con volute vegetali rosso ocra, dove spiccano cartigli dipinti del XVIII secolo in lingua latina con citazioni tratte da varie opere letterarie tra cui la Genesi e l'Eneide. La parte retrostante della chiesa, insieme all'attuale facciata, venne realizzata nel 1768. Il santuario fu visitato da Napoleone Bonaparte nel settembre 1814. La custodia dei romiti, iniziata con l'edificazione del santuario, terminò nel 1866.

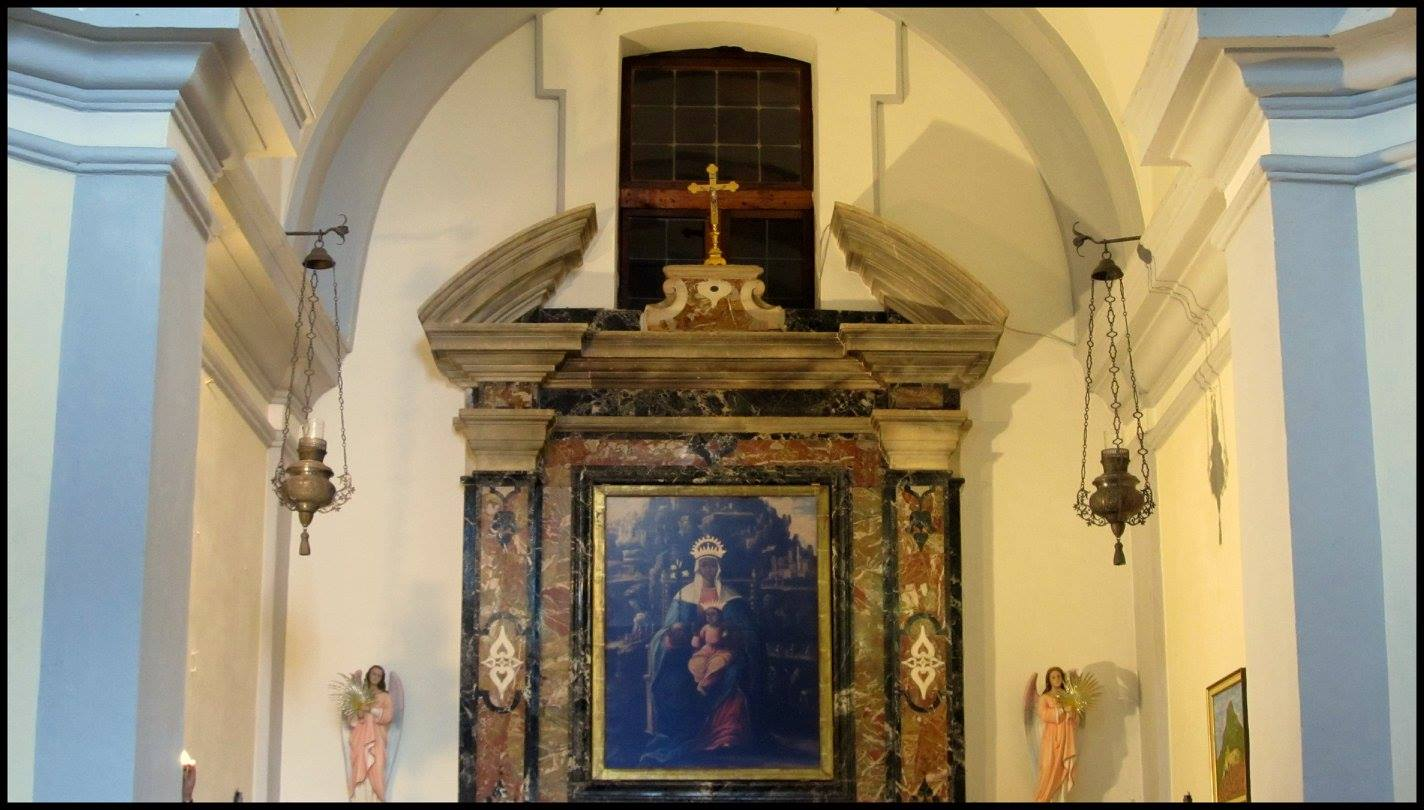
L'interno del santuario
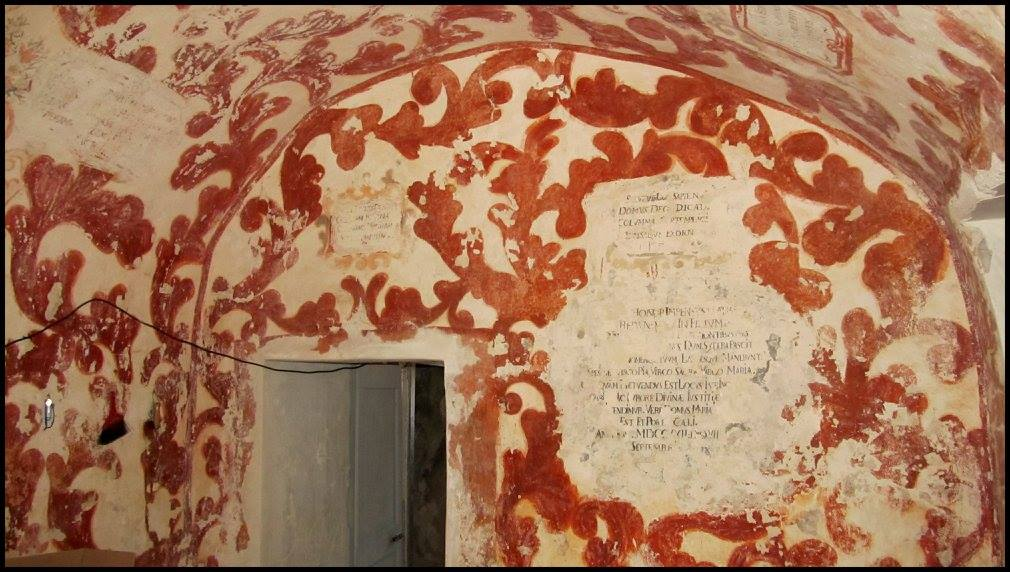
La sacrestia